# Lespesia parviteres
Lespesia parviteres är en tvåvingeart som först beskrevs av Aldrich och Herbert John Webber 1924.  Lespesia parviteres ingår i släktet Lespesia och familjen parasitflugor. Inga underarter finns listade i Catalogue of Life.